# Kanton Saverne
Kanton Saverne (fr. Canton de Saverne) je francouzský kanton v departementu Bas-Rhin v regionu Grand Est. Tvoří ho 49 obcí. Před reformou kantonů 2014 ho tvořilo 18 obcí.

## Obce kantonu
od roku 2015:
| - Altenheim - Balbronn - Cosswiller - Crastatt - Dettwiller - Dimbsthal - Eckartswiller - Ernolsheim-lès-Saverne - Friedolsheim - Furchhausen - Gottenhouse - Gottesheim - Haegen - Hattmatt - Hengwiller - Hohengœft - Jetterswiller | - Kleingœft - Knœrsheim - Landersheim - Littenheim - Lochwiller - Lupstein - Maennolsheim - Marmoutier - Monswiller - Ottersthal - Otterswiller - Printzheim - Rangen - Reinhardsmunster - Reutenbourg - Romanswiller | - Saessolsheim - Saint-Jean-Saverne - Saverne - Schwenheim - Sommerau - Steinbourg - Thal-Marmoutier - Traenheim - Waldolwisheim - Wangenbourg-Engenthal - Wasselonne - Westhoffen - Westhouse-Marmoutier - Wolschheim - Zehnacker - Zeinheim |

před rokem 2015:
- Altenheim
- Dettwiller
- Eckartswiller
- Ernolsheim-lès-Saverne
- Furchhausen
- Gottesheim
- Hattmatt
- Littenheim
- Lupstein
- Maennolsheim
- Monswiller
- Ottersthal
- Printzheim
- Saint-Jean-Saverne
- Saverne
- Steinbourg
- Waldolwisheim
- Wolschheim